# 勤倹道駅
勤倹道駅（きんけんどう-えき）は中華人民共和国天津市紅橋区に位置する天津地下鉄1号線の駅である。

## 駅構造
- 相対式ホーム2面2線の地下駅で、ホームドア完備。出口はA～Dの4箇所ある。

| 1号線ホーム (B1F) | 相対式ホーム            |
| 1号線ホーム (B1F) | ←1号線 西駅・劉園方面   |
| 1号線ホーム (B1F) | 1号線 佳園里・李楼方面→ |
| 1号線ホーム (B1F) | 相対式ホーム            |

## 駅周辺
- 津酒集団
- 707研究所
- 紅橋区職業大学
- 正東公寓
- 紅星中学
- 紅星職業中專
- 天津第六十二中学
- 南開医院
- 天津市財経学校
- 紅橋医院
- 天津第一軽工業学校

## 歴史
- 2006年6月12日 - 開業。

## 隣の駅
- ■1号線

洪湖里駅 - 勤倹道駅 - 本渓路駅
座標: 北緯39度10分38秒 東経117度08分50秒 / 北緯39.1772度 東経117.1472度